# 홀 패스
《홀 패스》(영어: Hall Pass)는 2011년에 개봉한 미국의 코미디 영화이다. 피터 패럴리와 보비 패럴리가 연출과 제작을 맡고 피트 존스, 케빈 바넷과 공동 각본을 썼다. 오언 윌슨, 제이슨 수데이키스, 제나 피셔, 리처드 젱킨스, 크리스티나 애플게이트 등이 출연하였다.
이 영화는 미국에서 2011년 2월 25일 극장 개봉했다. 영화는 상반된 평가를 받았고, 제작비 3,600만 달러 대비 8,300만 달러의 적당한 수익을 거두었다.

## 줄거리
결혼 생활에서 문제를 겪고 있는 두 남편 릭과 프레드는 아내들로부터 그들이 하고 싶은 모든 것이 허용되는 자유 이용권(hall pass) 일주일 어치를 받아낸다.

## 출연진
- 오언 윌슨 - 리처드 “릭” 밀스 역
- 제이슨 수데이키스 - 프레드 시어링 역
- 제나 피셔 - 매기 밀스 역
- 크리스티나 애플게이트 - 그레이스 시어링 역
- 조이 베이하 - 루실 “루시” 길버트 박사 역
- 니키 웰런 - 레이 역
- 브루스 토머스 - 릭 콜먼 코치 역
- 알렉산드라 다다리오 - 페이지 역
- 얼리사 밀라노 - 맨디 보하치 역
- 데릭 워터스 - 브렌트 역
- 크리스틴 케리 - 메그 이모 역
- 타일러 헤클린 - 제리 역
- 스티븐 머천트 - 게리 퍼트니 역
- J. B. 스무브 - 플래츠 역
- 래리 조 캠벨 - 앤드루 호그 헤드 매코믹 역
- 리처드 젱킨스 - 코클리 역
- 롭 모런 - 에드 롱 역
- 로런 볼스 - 브리트니 롱 역
- 드와이트 에번스 - 매기 아버지 역
- 보 버넘 - 바텐더 역
- 버네사 에인절 - 미시 프랭키노폴러스 역
- 캐시 그리핀 - 본인 역

## 기타 제작진
- 공동 제작: J. B. 로저스